# (1788) Kiess
(1788) Kiess ist ein Asteroid des Hauptgürtels, der am 25. Juli 1952 von Astronomen des Indiana Asteroid Programs am Goethe-Link-Observatorium in Brooklyn im US-Bundesstaat Indiana entdeckt wurde.
Der Asteroid gehört zur Themis-Familie, einer Gruppe von Asteroiden, die nach (24) Themis benannt wurde.
(1788) Kiess wurde nach dem amerikanischen Astronomen Carl C. Kiess (1887–1967) benannt.